# Gavilanes (serie de televisión)
Gavilanes es una serie española protagonizada, entre otros, por Claudia Bassols y Rodolfo Sancho. Es una adaptación, para el público español, y en formato de serie semanal, de la telenovela colombiana Pasión de gavilanes. La serie se estrenó el 19 de abril de 2010 y finalizó su emisión el 22 de febrero de 2011.
En junio del 2010 se confirmó que la serie contaría con una segunda temporada, y se incorporaron Mercè Llorens, Adrià Collado, Pere Molina, Oriol Vila, Carlos Vicente y Marta Marco. En enero de 2011 se anunció que la segunda temporada sería la última y todas las tramas quedarían cerradas.

## Argumento
Gavilanes es una serie basada en Pasión de gavilanes, una producción de Telemundo que se convirtió en una de las telenovelas más importantes del mundo.
Escrita por Julio Jiménez, Pasión de gavilanes tenía 188 capítulos y relataba la historia de amor entre los hermanos Reyes y las hermanas Elizondo. El origen de todo se remonta a la telenovela colombiana Las aguas mansas, producida por R.T.I. en 1994.
Los personajes y las tramas de Gavilanes tienen su origen en la telenovela iberoamericana, pero existen algunas diferencias entre ambas ficciones. Mientras que la versión americana estaba concebida como una serie diaria, Gavilanes es una ficción semanal. Pero, sin duda, lo que las diferencia sobre todo son las relaciones entre los hermanos Reyes y las hermanas Elizondo.
La historia de esta serie gira en torno a los hermanos Reyes, Juan (Rodolfo Sancho), Óscar (Roger Berruezo) y Frank (Alejandro Albarracín), quienes juran vengar la muerte de su hermana, lo que les lleva a instalarse como trabajadores en la mansión de la familia Elizondo. El profundo odio comienza a cambiar cuando los hermanos Reyes se integran en la vida de la familia Elizondo. Surgirán amores, enredos e intrigas, que presidirán el desarrollo de la serie.
Con lo que no cuenta Juan es que su vida y las de sus dos hermanos se cruzará con la de las tres hijas de Bernardo Elizondo: Norma (Claudia Bassols), Sara (Diana Palazón) y Lucía (Alicia Sanz), corriendo el riesgo de caer presos de su propia venganza.

## Guionistas
Julio Jiménez, Iván Martínez Lozano, Ignasi Rubio, Álvaro González-Aller, Carlos Martín, Bárbara Alpuente, Julia Montejo, Teresa de Rosendo, Susana Prieto, Raquel M. Barrio y Fanny Mendaña.

## Elenco

### Los Reyes

#### Rodolfo SanchoesJuan Reyes(T1-T2)
Debajo de un actitud de responsabilidad y prudencia impuesta por él mismo, se esconde un hombre impulsivo que lucha por mantener sus verdaderos sentimientos ocultos. El hermano mayor de la familia Reyes entrará en la compañía Elizondo como responsable de mantenimiento bajo las órdenes directas de Norma. Para él, lo más importante son sus hermanos y conocer la verdad sobre la muerte de Lidia. Cuando conozca a Norma, se enamorará de ella a primera vista y a pesar de intentar negarlo y ocultarlo, nunca podrá quitársela de la cabeza. Al final de la primera temporada es disparado pero se recupera. Ahora está con Norma viviendo con ella, Frank y Lucía.

#### Roger BerruezoesÓscar Reyes(T1-T2)
Es ambicioso, seductor, atractivo y locuaz. Al contrario que Juan, desea pasar página tras la muerte de Lidia, pero decide acompañar a su hermano mayor movido por las posibilidades que le ofrece la finca: lujo, poder, mujeres atractivas, posibilidad de ascender y lograr sus metas sociales y sus aspiraciones económicas. Conseguirá un empleo en el Hotel-Spa a las órdenes de Sara e iniciará una relación con Claudia, la responsable del jardín. Verá a Sara como un bicho raro, una persona rígida y poco arriesgada, pero partiendo de esa diferencia, ambos se irán acercando. En la segunda temporada está con Sara, a pesar de que Álvaro les acecha. Deja de trabajar en el hotel y ahora está trabajando con Fernando y por eso no se habla con sus hermanos. Sara le ha dejado.

#### Alejandro AlbarracínesFrank Reyes(T1-T2)
El más joven e impulsivo de los tres hermanos Reyes. Sensible y buena persona al mismo tiempo, pero absolutamente incapaz de medir las consecuencias de sus acciones. Su obsesión se llama Rosario Montes, su exnovia cantante y único motivo para no aceptar el trabajo en la finca. Cuando ella le abandona y se marcha de la ciudad, decide seguir a su hermano Juan e iniciar una nueva vida.
Trabajará en el almacén como mozo de almacén, donde estará en contacto permanente con Lucía, que terminará por encapricharse de él. Ahora vive junto a Lucía, Juan y Norma en la finca de Olivia. Rosario (supuestamente) está embarazada de él. Se ha comprado una yegua autista llamada Kimera a quien intenta ayudar. Cuida del hijo de Rosario, que le ha hecho separarse de Lucía.

### Los Elizondo

#### Claudia BassolsesNorma Elizondo(T1-T2)
La mayor de las hermanas Elizondo. Era el brazo derecho de su padre y quizás, quien más acusa su falta. Heredera del sueño y de su forma de ver el aceite de oliva, es la única, junto con su tío Adrián que entiende de los secretos y la elaboración del oro líquido. Una mujer de belleza serena, pero con carácter. Elegante, inteligente, sensible y emotiva, pero al mismo tiempo es justa y cerebral para llevar el día a día de la empresa, de la que es directora. Está prometida a Fernando Ribas, pero la aparición de Juan trastocará por completo sus planes y su vida. El día de su boda disparan a Fernando y a Juan. En la segunda temporada deja a Fernando y se queda con Juan. Ahora vive con Lucía, Juan y Frank en la finca de Olivia y no se habla con su madre. Está embarazada de Juan.

#### Diana PalazónesSara Elizondo(T1-T2)
Fría, metódica y disciplinada. Un as de la finanzas y la organización y un desastre absoluto para las relaciones. Es directora del Hotel Spa, un negocio que proyectó con su padre y que prometió llevar a cabo. Su único compromiso es con el trabajo, al que dedica todo su tiempo. Tiene un medio novio de siempre, Leo, con el que tiene una relación cómoda y que le sirve de escudo para otros moscones. Menos coqueta que sus hermanas. Le altera y confunde la forma de ser de Óscar, aunque todavía no será capaz de admitir por qué. Serán dos polos opuestos que se irán atrayendo gracias a su trabajo en común en el hotel. Pero en la segunda temporada deja el hotel y trabaja con Álvaro, quien no le cae muy bien a Óscar, su pareja. Ha dejado a Óscar.

#### Alicia SanzesLucía Elizondo(T1-T2)
Alegre, desenfadada y muy guapa. No compartía con su padre el amor por el aceite de oliva o por los negocios. Es una pésima estudiante que dejó la carrera de Derecho y desde entonces es responsable de la tienda boutique donde se vende la producción de aceites Elizondo y dedica el resto de su tiempo a salir, comprar, flirtear y dar disgustos a su madre. Se encaprichará de Frank y aunque el comienzo de su relación será bastante frívolo, Lucía irá mostrándose poco a poco como una mujer sensible a los problemas de los demás y sus prioridades irán cambiando. Su principal obstáculo para estar con Frank será Rosario Montes y la relación que la propia Lucía mantiene con Álex, un atractivo y bien situado joven. Vive con Frank, Norma y Juan en la finca de Olivia y junto a Frank se ha comprado una yegua. Ha dejado a Frank.

#### Carme ElíasesSofía Cortés(T1-T2)
Viuda de Bernardo Elizondo, con el que llevaba prácticamente toda su vida. Atractiva, fuerte, desconfiada, estricta y decidida. Quiere lo mejor para sus hijas e intenta controlar muchas de sus decisiones, pero casi siempre choca con la necesidad de Norma de tener autonomía tanto en su vida personal como en la profesional. Guardará con celo muchos de los secretos de su marido hasta que llegue un punto en el que sea imposible hacerlo. Sentirá frustración al sentirse arrinconada en muchas decisiones familiares y empresariales, por lo que muchas veces se verá obligada a tomar la iniciativa para hacerse respetar. Desde hace años mantiene una relación oculta con César Romero, el enemigo acérrimo de su marido. En la segunda temporada intenta recuperar a Norma y Lucía después de que se vayan de casa. Además mantiene un romance con Fernando.

### Otros personajes

#### Fernando AndinaesFernando Ribas(T1-T2)
Prometido de Norma Elizondo y director comercial de la compañía. Muy ambicioso y aunque está realmente enamorado de Norma, deberá decidir si está más interesado en ella o en colmar sus aspiraciones. Su pasado no está nada claro y tiene una doble cara. Solo la muerte de Elizondo impide que Fernando abandone la finca y que Norma sepa que el hombre con el que se va a casara no es quien dice ser. Su amigo y hombre de confianza es Víctor Abreu. Le disparan en el día de su boda, pero en la segunda temporada se recupera y Norma le deja. Se pone a trabajar con Óscar. Parecía tener algo con Olivia, pero ahora se ha besado con Sofía. Está con Olivia y Sofía a la vez.

#### Benito SagredoesVíctor Abreu(T1-T2)
Un personaje siniestro que se mueve entre las sombras del mundo empresarial, manejando favores, influencias y amenazas. Es el amigo y aliado de Fernando Ribas y la persona que se ocupará de que no olvide cuáles son sus verdaderos objetivos y no los abandone por su amor hacia Norma. Frío y calculador, pero capaz de tener un hueco para el amor que siente por Rosario Montes, a quien ha prometido ayudar en su carrera como cantante. Soberbio y arrogante, pronto verá a Frank como una amenaza a la que podría ser necesario eliminar. Intenta traer de vuelta a Rosario.

#### Manel Barceló esAdrián Cortés(T1-T2)
Hermano de Sofía y director de producción de la compañía. Sarcástico e irónico, culto, pausado, perro viejo. Es consciente de muchos de los secretos que rodeaban a la familia, pero siempre se ha mantenido al margen. Era amigo íntimo de Elizondo, con el que compartía la pasión por la elaboración del aceite de oliva. Ahora que Eva ha vuelto intenta buscar a su hijo y ahora vive con él.

#### Jordi Martínez esMario Nestares(T1-T2)
Capataz de la finca. Leal a Sofía y sobre todo, a Fernando Ribas. Desde el principio tendrá entre ceja y ceja a los hermanos Reyes, a los que no dejará apenas respirar. Envidioso, sumiso y sibilino, será una amenaza constante para ellos. Guarda un secreto y un trauma que está relacionado con el vínculo que mantiene con Claudia.

#### Daniela Costa esClaudia Aguirre(T1-T2)
La cuidadora de la enorme extensión de plantas y jardines de la finca Elizondo. Dulce, fresca, atractiva, con un punto salvaje que la distingue de las hermanas Elizondo y que marca su origen humilde, al igual que el de los hermanos Reyes. Actuará como una voz de la conciencia de los hermanos, sobre todo Óscar, para advertirles de que no es buena idea que se acerquen a las hermanas Elizondo si no quiere complicarse la vida. Conectará inmediatamente con Óscar. Al final de la primera temporada confiesa que mató (en realidad quería dar un susto) a Bernando Elizondo y Lidia Reyes y la detienen. En la segunda temporada se muestra que está en un psiquiátrico, pero se escapa y va a buscar a Óscar, quien no la quiere ni ver, pero luego le ayuda a curarse unas heridas.

#### Mercè LlorensesOlivia Cano(T2)
Es una mujer guapa, exuberante y sexy. Detrás de cada hombre ve una oportunidad. Es elegante, pero en su caso se trata de una elegancia aprendida. Olivia no nació en una familia adinerada. Se fue puliendo poco a poco y eso le ha dado un toque de animal salvaje que la hace aún más atractiva. Ha hecho muchas cosas para subsistir y no se siente orgullosa de casi ninguna de ellas. Cuando empieza la serie acaba de quedarse viuda de un hombre con el que se casó para que le dejara la vida solucionada. Hereda una finca de olivos, que será el nexo que la una con las hermanas Elizondo. Parece haberse enamorado de Juan, aunque se ha besado con Fernando y ahora están juntos.

#### Adrià ColladoesÁlvaro Cuesta(T2)
Es un hombre guapo, mirada intensa y envolvente voz. Simpático y encantador. Fue el chico más popular del instituto, el mejor deportista, un estudiante ejemplar. Era tan hábil en el manejo de las relaciones personales que sus novias, cuando dejaban de serlo, lejos de guardarle rencor, lo seguían queriendo. Fue el primero de su promoción en la universidad y antes de acabar la carrera tenía varias ofertas de trabajo. Actualmente trabaja como abogado de la Federación Aceitera de la Vega, lo que le hará entrar en contacto con la familia Elizondo. Está enamorado de Sara. Además está casado, pero lo oculta, hasta que le descubren.

#### Pere MolinaesJaime(T2)
Ha pasado casi toda su vida trabajando como capataz de la finca del marido de Olivia, ahora fallecido. Es un hombre de campo, rudo, introvertido, observador y silencioso. A primera vista puede parecer tosco y huraño, pero es un hombre amable y de buen corazón. A sus años, sigue soltero. En su vida hubo solo un gran amor, una mujer por la que habría sido capaz de hacer cualquier cosa. Ella se aprovechó de esa entrega mientras le interesó, pero le dejó tirado cuando se le presentó una oportunidad mejor. Ahora está ayudando a los Reyes y las Elizondo.

#### Oriol VilaesRay(T2)
Puede parecer, a veces, un tipo fuerte, curtido, capaz de enfrentarse a todo y a todos, incluso con violencia si hiciera falta. Otras parece un niño desvalido. Es guapo, divertido, intuitivo, algo pillo. Nunca se llevó bien con sus padres y se marchó de casa siendo casi un adolescente. Desde entonces, se ha buscado la vida como ha podido, muchas veces, enredándose en líos innecesarios. Es el hijo de Eva y Adrián. Se va a vivir con su padre y se lia con Susana, hasta que descubren que son hermanos.

#### Carlos Vicente esRobles(T2)
Es el Comandante que investiga el tiroteo de la boda, motivo por el cual entra en contacto con la familia Elizondo. Hombre rudo, de origen humilde y acostumbrado a tratar con delincuentes, se siente fascinado al conocer a Sofía. Intenta hacer su trabajo con rigor pero su atracción por Sofía le hará perder objetividad. El acoso de Romero también le complicará las cosas. El apoyo incondicional de Laura, su ayudante, será decisivo para él. Se ha enamorado de Sofía.

#### Marta MarcoesLaura(T2)
Desde que era una niña quiso ser policía. Es una mujer muy atractiva y, aunque a primera vista resulta dura y hasta seca, en las distancias cortas es agradable y tierna. Es feliz trabajando al servicio de Robles, a quien admira profundamente porque nunca ha conocido otro policía más honesto, íntegro y eficiente que él. Como policía está muy bien considerada por sus compañeros. Es una trabajadora incansable y tiene una intuición especial a la hora de investigar un caso.

### Antiguos

#### Marta CalvóesEva Suárez(T1-T2)
Es la gobernanta de la finca de los Elizondo. Seria, hasta cierto punto amargada, contenida y distante con todo el mundo. De origen humilde. Tiene muchas cuentas pendientes con Sofía y para Eva, la viuda de Elizondo será la principal sospechosa de su muerte. Por ello, decidirá ayudar y encubrir a los hermanos Reyes. Tras marcharse al final de la primera temporada, vuelve en la segunda para buscar junto a Adrián a su hijo. En el capítulo 17 es asesinada mientras espera ver de nuevo a su hijo.

#### Norma RuizesRosario Montes(T1)
Coqueta, interesada, superficial, ambiciosa y con una aspiración clara: triunfar como cantante. Le costará apartar su mirada de este objetivo y para ello, no durará en dejar tirado a Frank. Después de abandonar la localidad en la que vivían los hermanos Reyes, acabará cantando en el bar "La Frontera", propiedad de su nuevo novio, Víctor Abreu. No obstante, sufrirá varios reveses y humillaciones en su camino hacia la fama y cuando eso suceda, no tendrá ningún problema en recurrir a Frank para que éste le proporcione un hombro sobre el que llorar. Según dice está embarazada de Frank. En la segunda temporada desaparece y tiene al hijo, y Frank se hace cargo de él.

#### Roberto ÁlvarezesBernardo Elizondo(T1)
Un hombre hecho a sí mismo y un empresario fuerte y luchador. Atractivo y capaz de seducir a una mujer mucho más joven que él, como Lidia Reyes. Lleva una doble vida en muchos aspectos. Tiene una imagen respetada, pero al mismo tiempo ha ido ganándose muchos más enemigos de los que él mismo pensaba. Padre de familia adorado por sus hijas, amante de un sueño y de la tradición del aceite de oliva, poco a poco quedarán al descubierto las relaciones ocultas que mantenía. En el primer capítulo de la serie muere asesinado por Claudia.

#### Miriam GiovanelliesLidia Reyes(T1)
Jovencita e inocente de los tres Reyes Familia quien se enamora del hombre mucho mayor Bernardo Elizondo sin que ella sepa que es hombre casado y padre de tres hijas. Bernardo y ella querían una nueva vida juntos y se alejaron de allí, pero Claudia los detuvo y empujó su auto fuera del camino. Lidia pronto muere cuando Juan la encuentra mientras Bernardo, que ya estaba muerto.

## Episodios y audiencias
| Temporada | Temporada | Episodios | Estreno                | Final                 | Audiencia media | Audiencia media | Audiencia media |
| Temporada | Temporada | Episodios | Estreno                | Final                 | Espectadores    | Cuota           |                 |
| --------- | --------- | --------- | ---------------------- | --------------------- | --------------- | --------------- | --------------- |
|           | 1         | 13        | 19 de abril de 2010    | 15 de julio de 2010   | 2.629.000       | 14,7%           |                 |
|           | 2         | 13        | 1 de noviembre de 2010 | 22 de febrero de 2011 | 2.104.000       | 11,4%           |                 |
| Total     | Total     | 26        | 19 de abril de 2010    | 22 de febrero de 2011 | 2.366.000       | 13,0%           |                 |

### Temporada 1: 2010
| Capítulo    | Título original             | Fecha de emisión    | Espectadores | Share |
| ----------- | --------------------------- | ------------------- | ------------ | ----- |
| Temporada 1 |                             |                     |              |       |
| 1           | «Se avecina una tragedia»   | 19 de abril de 2010 | 3.374.000    | 17,2% |
| 2           | «Búsqueda de pruebas»       | 26 de abril de 2010 | 3.259.000    | 17,2% |
| 3           | «Pedida de mano»            | 3 de mayo de 2010   | 3.010.000    | 16,0% |
| 4           | «Los celos de Norma»        | 10 de mayo de 2010  | 2.730.000    | 14,3% |
| 5           | «Cámara de seguridad»       | 17 de mayo de 2010  | 2.703.000    | 14,6% |
| 6           | «La figura de un padre»     | 24 de mayo de 2010  | 2.652.000    | 14,8% |
| 7           | «La inauguración»           | 31 de mayo de 2010  | 2.589.000    | 14,8% |
| 8           | «La alianza»                | 7 de junio de 2010  | 2.442.000    | 13,6% |
| 9           | «La aventura de Sara»       | 14 de junio de 2010 | 2.383.000    | 13,2% |
| 10          | «La duda de Norma»          | 21 de junio de 2010 | 2.340.000    | 12,6% |
| 11          | «El coche de la laguna»     | 28 de junio de 2010 | 2.313.000    | 13,7% |
| 12          | «Eva consigue vengarse»     | 5 de julio de 2010  | 2.380.000    | 15,2% |
| 13          | «Juan, detenido e imputado» | 15 de julio de 2010 | 2.009.000    | 14,2% |

### Temporada 2: 2010-2011
| Capítulo    | Título original                                                    | Fecha de emisión        | Espectadores | Share |
| ----------- | ------------------------------------------------------------------ | ----------------------- | ------------ | ----- |
| Temporada 2 |                                                                    |                         |              |       |
| 14 / 1      | «Las vidas de Juan y Fernando, en peligro»                         | 1 de noviembre de 2010  | 2.418.000    | 13,7% |
| 15 / 2      | «Álvaro amenaza la relación de Óscar y Sara»                       | 8 de noviembre de 2010  | 2.162.000    | 11,8% |
| 16 / 3      | «Los hermanos Reyes, a punto de perder su primera cosecha»         | 16 de noviembre de 2010 | 2.169.000    | 11,8% |
| 17 / 4      | «Juan ve cómo Sofía y Fernando vuelven a besarse»                  | 22 de noviembre de 2010 | 2.211.000    | 11,7% |
| 18 / 5      | «Juan y Norma esperan ilusionados su primera producción de aceite» | 29 de noviembre de 2010 | 1.849.000    | 10,8% |
| 19 / 6      | «Sara se da cuenta de que siente algo especial por Álvaro»         | 13 de diciembre de 2010 | 2.225.000    | 13,0% |
| 20 / 7      | «El embarazo de Norma no va bien»                                  | 20 de diciembre de 2010 | 2.099.000    | 12,0% |
| 21 / 8      | «Olivia y Jaime se encuentran un cadáver»                          | 18 de enero de 2011     | 1.803.000    | 9,3%  |
| 22 / 9      | «La salud de Norma flaquea»                                        | 25 de enero de 2011     | 2.034.000    | 10,2% |
| 23 / 10     | «Lucía y Frank vuelven a acercarse»                                | 1 de febrero de 2011    | 1.971.000    | 9,7%  |
| 24 / 11     | «Norma deja a Juan»                                                | 8 de febrero de 2011    | 2.068.000    | 10,7% |
| 25 / 12     | «Lucía quiere recuperar a Frank»                                   | 15 de febrero de 2011   | 2.129.000    | 11,3% |
| 26 / 13     | «Juan y Norma retoman su relación»                                 | 22 de febrero de 2011   | 2.216.000    | 11,9% |

## Gráfica
| Temporada | Temporada | Episodio número | Episodio número | Episodio número | Episodio número | Episodio número | Episodio número | Episodio número | Episodio número | Episodio número | Episodio número | Episodio número | Episodio número | Episodio número |
| Temporada | Temporada | 1               | 2               | 3               | 4               | 5               | 6               | 7               | 8               | 9               | 10              | 11              | 12              | 13              |
| --------- | --------- | --------------- | --------------- | --------------- | --------------- | --------------- | --------------- | --------------- | --------------- | --------------- | --------------- | --------------- | --------------- | --------------- |
|           | 1         | 3.374           | 3.259           | 3.010           | 2.730           | 2.703           | 2.652           | 2.589           | 2.442           | 2.383           | 2.340           | 2.313           | 2.380           | 2.009           |
|           | 2         | 2.418           | 2.162           | 2.169           | 2.211           | 1.849           | 2.225           | 2.099           | 1.803           | 2.034           | 1.971           | 2.068           | 2.129           | 2.216           |

## Versiones
- Las aguas mansas (1994), una producción de RTI Televisión, protagonizada por Juan Carlos Gutiérrez, Juan Sebastián Aragón y Luigi Aycardi como los hermanos Reyes, y Margarita Ortega, Fabiana Medina y Patricia Maldonado como las hermanas Elizondo.
- Pasión de gavilanes (2003), una producción de RTI Televisión, Caracol Televisión y Telemundo, fue protagonizada por Mario Cimarro, Juan Alfonso Baptista y Michel Brown como los hermanos Reyes, y Danna García, Paola Rey y Natasha Klauss como las hermanas Elizondo.
- Fuego en la sangre (2008), una producción de Televisa (México). Protagonizada por Eduardo Yáñez, Jorge Salinas y Pablo Montero como los hermanos Robles, y Adela Noriega, Elizabeth Álvarez y Nora Salinas como las hermanas Elizondo.
- Tierra de reyes (2014), una producción de Telemundo y Argos Comunicación, fue protagonizada por Aarón Díaz, Gonzalo García Vivanco y Christian de la Campa como los hermanos Gallardo, y Ana Lorena Sánchez, Kimberly Dos Ramos y Scarlet Gruber como las hermanas Del Junco. También participan como los villanos Sonya Smith, Fabián Ríos y Cynthia Olavarría.
- Pasión de Amor (2015), una producción de ABS-CBN (Filipinas). Protagonizada por Jake Cuenca, Ejay Falcon y Joseph Marco como los hermanos Samonte, y Arci Muñoz, Ellen Adarna y Coleen Garcia como las hermanas Elizondo.